# بيل كانليف
بيل كانليف (بالإنجليزية: Bill Cunliffe)‏ هو عازف بيانو ومؤلف وكاتب وملحن وشاعر أمريكي، ولد في 26 يونيو 1956 في Andover, Massachusetts ‏ في الولايات المتحدة.

## وصلات خارجية
- الموقع الرسمي
- بيل كانليف على موقع ميوزك برينز (الإنجليزية)
- بيل كانليف على موقع أول ميوزيك (الإنجليزية)
- بيل كانليف على موقع ديسكوغز (الإنجليزية)